# John Carmel Heenan

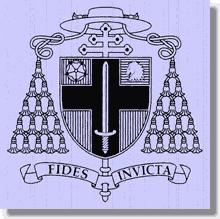
Kardinalswappen Heenans

 John Carmel Kardinal Heenan (* 26. Januar 1905 in Ilford, England; † 7. November 1975 in London) war Erzbischof von Westminster.

## Leben
John Carmel Heenan studierte am Ushaw College in Durham und an der Päpstlichen Universität Gregoriana die Fächer Philosophie und Katholische Theologie. 1930 empfing er das Sakrament der Priesterweihe und arbeitete anschließend mehr als zwanzig Jahre lang in der Gemeindepastoral. Von 1947 bis 1951 leitete er als Direktor die Katholische Missionsgesellschaft. 
1951 ernannte ihn Papst Pius XII. zum Bischof von Leeds. Die Bischofsweihe spendete ihm am 15. März 1951 William Godfrey, Titularerzbischof von Cius und Amtsträger der Nuntiatur in Polen. Mitkonsekratoren waren Joseph McCormack, Bischof von Hexham und Newcastle und John Edward Petit, Bischof von Menevia. 1957 wurde er vom Papst zum Erzbischof von Liverpool ernannt. John Carmel Heenan nahm am Zweiten Vatikanischen Konzil teil und wurde 1963 zum Erzbischof von Westminster ernannt. Am 22. Februar 1965 wurde er von Papst Paul VI. als Kardinalpriester mit der Titelkirche San Silvestro in Capite in das Kardinalskollegium aufgenommen.
Er starb am 7. November 1975 in London und fand seine letzte Ruhestätte in der Kathedrale von Westminster.